# Mistrz Sportu
Mistrz Sportu – honorowy tytuł sportowy nadawany wraz z odznaką w tzw. krajach demokracji ludowej, obecnie wciąż istniejący w Rosji i kilku innych republikach poradzieckich. 
Tytuł „Mistrz Sportu” wprowadzony został w ZSRR w 1935. Analogiczne wyróżnienia istniały lub istnieją dalej też w innych krajach, np. w: Rosji, Polsce (zarówno PRL jak i III RP), Ukrainie, Białorusi, Mołdawii, Kazachstanie. 

## Galeria przykładowych odznak w różnych krajach

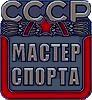
sowiecka
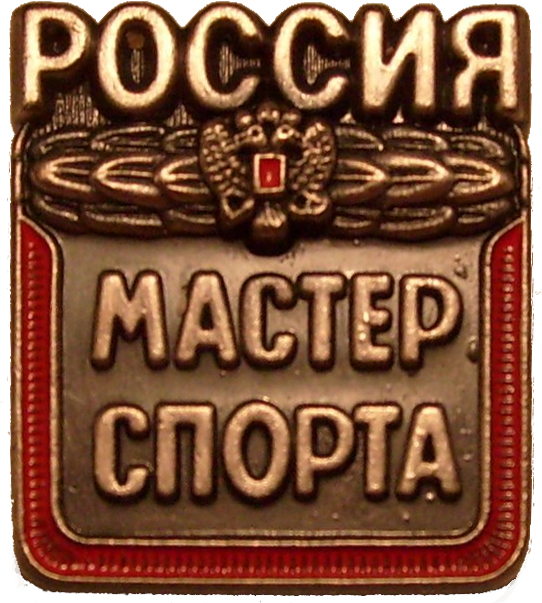
rosyjska (Mistrz Sportu)
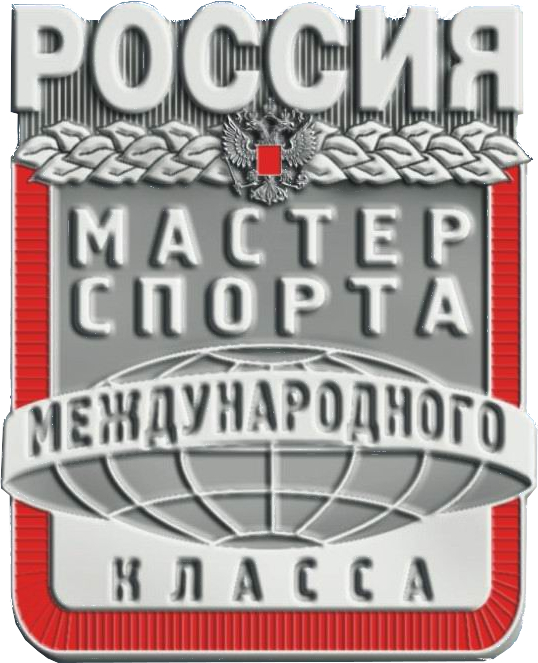
rosyjska (Mistrz Sportu Klasy Międzynarodowej)
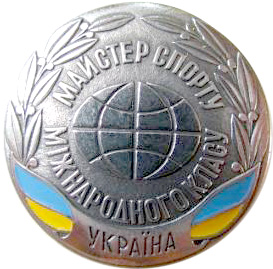
ukraińska
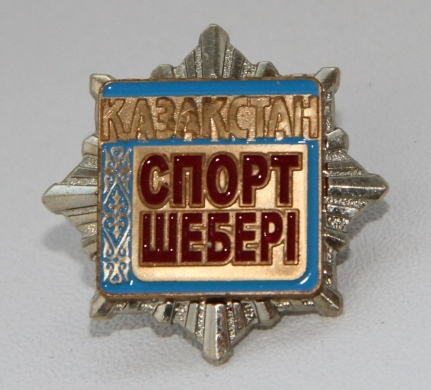
kazachska
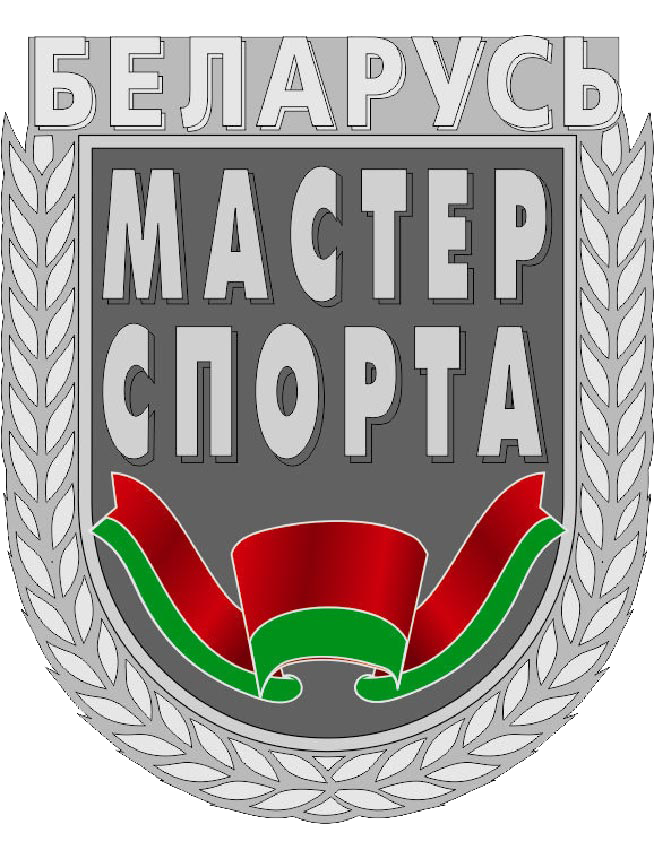
białoruska (Mistrz Sportu)
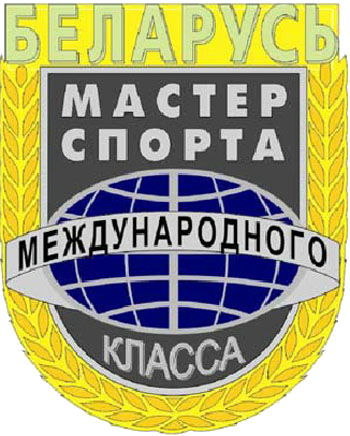
białoruska (Mistrz Sportu Klasy Międzynarodowej)